# Роден край (вестник)
Вижте пояснителната страница за други значения на Роден край.
„Роден край“ е културно–просветен вестник на българите в Украйна, издаван на български език. Седалището му на управление се намира в гр. Одеса. От 1995 г. главен редактор на вестника е Дора Костова. Вестникът започва да излиза като страница и приложение и достига до статут на държавен и национален вестник на българите в Украйна, като по-късно започва да излиза и в интернет.

## История
Първият брой на вестника излиза през лятото на 1989 г., като специален випуск към Одеския областен вестник „Комсомолска искра“ (с редактор Юлий Шарабаров). Броят е подготвен от група инициативни родолюбци – членове на Одеското българско дружество (с председател Валентин Кирязов, който в същото време е и редактор на специалния випуск „Роден край“). В този вид излизат само няколко броя на вестника.
На среща с председателя на Одеския областен съвет на народните депутати – Руслан Боделан, българите – Валентин Кирязов, проф. Михаил Дихан и Вероника Терзи поставят въпроса за финансиране на вестника със средства на областния бюджет. Така, година по-късно, през лятото на 1990 г. излиза следващият брой на в. „Роден край“, вече като приложение към Одеския областен вестник „Знаме на комунизма“ (с главен редактор Юлий Мазур). От този момент вестника става редовен седмичник на български език. Главен редактор е Иван Кондов (гражданин на България), който оглавява вестника една година.
На 9 ноември 1991 г. Върховната рада на Украйна взема решение за издаване на приложения на националните малцинства към парламентарния вестник „Гласът на Украйна“. От месец юни 1992 г. вестникът официално става приложение към в. „Гласът на Украйна“ с общоукраински статут. Главен редактор е Афанасий Гайдаржи. С този статут излизат вестници на още 5 етнически групи – румънци, кримски татари, поляци, арменци и евреи. От месец април 1995 г. за главен редактор е назначена Дора Костова.
През 1996 г. при редакцията е създаден инициативен клуб „Огнище“, който повдига актуалните проблеми от живота на българите в Украйна, поставя задачи и търси пътища за решаването им.
На 10 – 11 декември 2010 г. вестникът чества своя юбилей, по случай излизането на брой 1000. На тържеството в гр. Одеса пристигнат гости от България, Молдова, Приднестровие, както и от други части на Украйна. В рамките на юбилея се провежда пресконференция с участието на представители на Държавния комитет за работа с националностите и религиите, Одеското отделение на съюза на журналистите, Одеския областен съвет, Генералното консулство на България в Одеса, Държавната агенция за българите в чужбина, Асоциацията на българите по света и делегацията от Народното градско читалище „Добри Войников“ (Шумен).
На 13 – 14 декември 2014 г. вестникът отбелязва 25 години от създаването си.

## Главни редактори
Главни редактори на вестника през годините:
- Валентин Кирязов (1989 – 1990)
- Иван Кондов (1990 – 1992)
- Афанасий Гайдаржи (1992 – 1995)
- Дора Костова (от 1995 г.)

## Тематика
Тематиката на вестника е насочена към популяризирането на българския език и култура, да предоставя актуална информация за социалния, политическия и културния живот на българите в Украйна, както и новини от Украйна и България.